# Renato De Fusco
Renato De Fusco (Napoli, 14 luglio 1929 – Napoli, 30 aprile 2024) è stato un architetto, designer e teorico dell'architettura italiano, esponente della semiotica, celebre in Italia e all'estero, nonché pittore, critico e storico dell'architettura e della progettazione.
Importante esponente della scuola storica napoletana, in particolare nei settori della storia dell'architettura, della critica architettonica e della teoria dell'architettura, tenne alto il confronto al sud con le altre scuole italiane contemporanee come quella di Venezia, quella milanese e quella romana. L'impegno profuso da De Fusco nell'insegnamento e nella saggistica venne riconosciuto anche a livello internazionale per l'avanguardia dei suoi studi, in particolare in quella del secondo Ottocento europeo e novecentesca. Parallelamente condusse anche una defilata attività professionale come architetto e urbanista, lasciando esigue tracce del suo lavoro denso di qualità professionale derivato dal suo attento studio.
Renato De Fusco divenne noto per la sua vastissima bibliografia, contornata da contributi teorici su famose riviste di architettura e di diverso stampo. Oltre che divulgatore si distinse come fine critico e teorico.

## Biografia

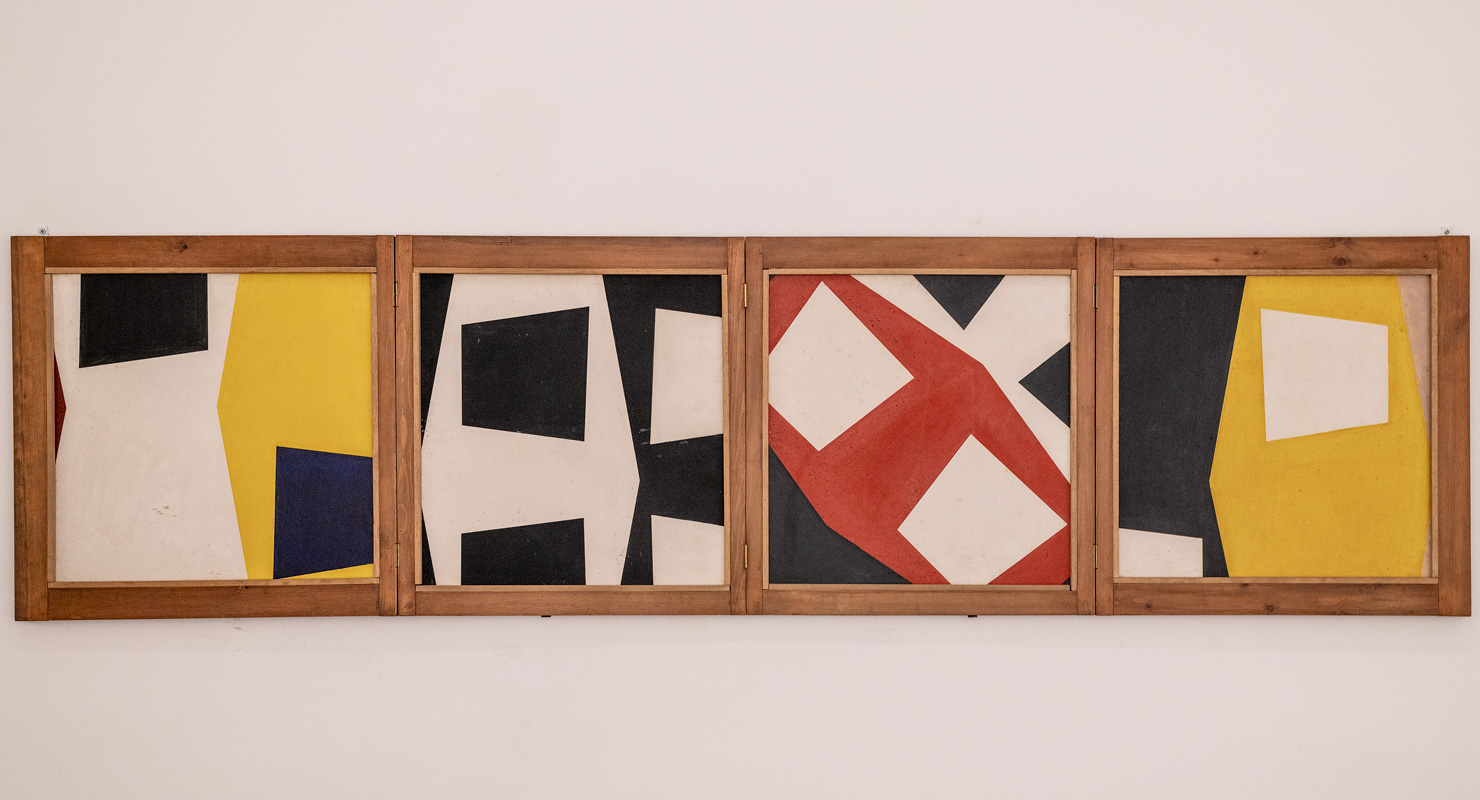
Renato De Fusco, Polittico con 4 composizioni, 1954. Museo Napoli Novecento 1910-1980, Napoli

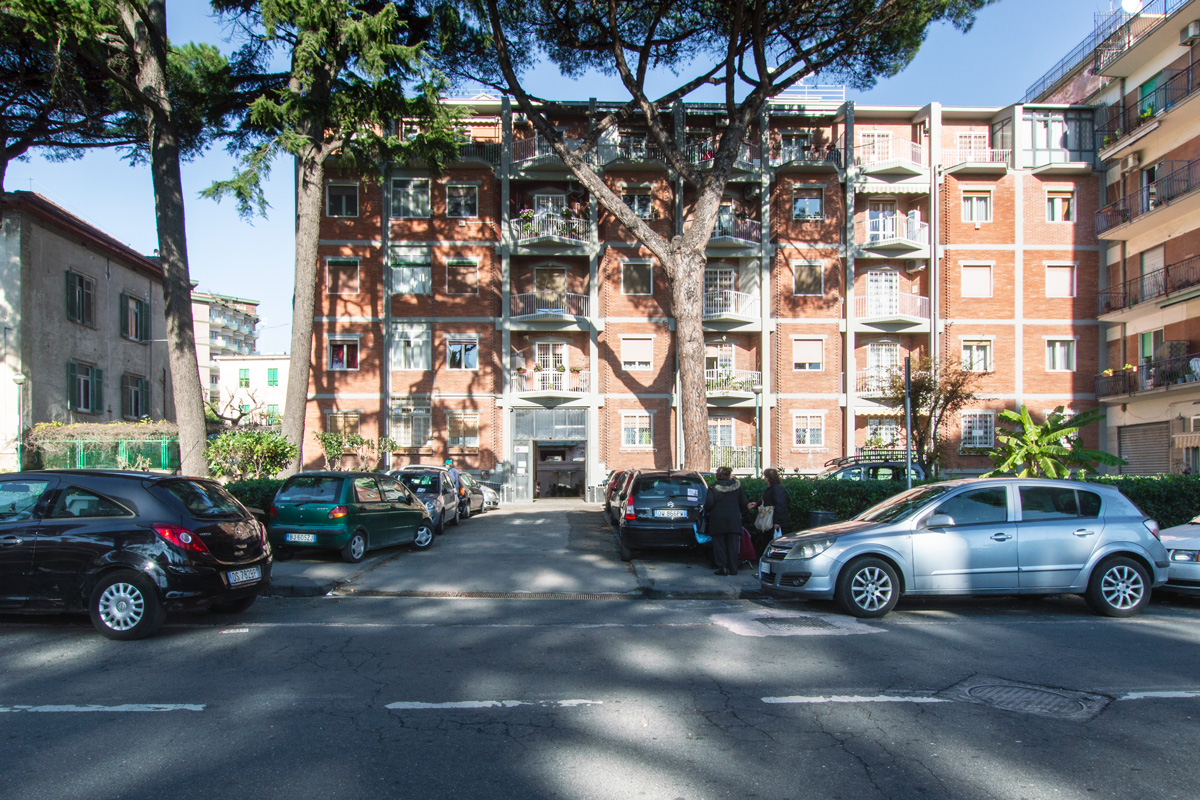
Edificio residenziale in Via Domenico Fontana, Napoli, realizzato da Renato De Fusco con F. Sbandi tra il 1957 e il 1959

Renato De Fusco nacque a Napoli il 14 luglio 1929 in una famiglia numerosa (cinque fratelli), di buona borghesia napoletana. Frequentò il prestigioso Istituto paritario Giovanni Pontano, da poco ricollocato nel Palazzo Spinelli di Cariati al Corso Vittorio Emanuele, diplomandosi sotto la guida dei gesuiti con la maturità scientifica. Negli anni immediatamente successivi alla fine della Seconda guerra mondiale si dedicò all'attività artistica come pittore e solamente nel 1947 si iscrisse alla Facoltà di Architettura dell'ateneo napoletano, laureandosi nel 1953 con una tesi incentrata sulla progettazione di una scuola d'arte sul modello del Bauhaus. Immediatamente dopo la laurea intraprese un apprendistato a Milano, durato un anno, presso il prestigioso studio dell'architetto e designer Marco Zanuso. La frequentazione dello studio Zanuso gli aprì inevitabilmente le porte al mondo dell'editoria specializzata a diffusione nazionale, e in particolare l'ambiente di Casabella-continuità, diventando in breve tempo amico di Ernesto Nathan Rogers, il quale gli commissionò un servizio, per Casabella, sulla X Triennale di Milano corredato dalle fotografie di Paolo Monti. In tale occasione conobbe i nomi più importanti della scena architettonica milanese come Franco Albini, Ignazio Gardella, Claudio Vender, Mario Asnago e Luigi Caccia Dominioni.
Contemporaneamente la sua dedizione alla scena intellettuale e artistica napoletana lo condusse ad associarsi al movimento che sorse intorno alla rivista Sud fondata da Pasquale Prunas dando vita ad una delle pagine più felici della cultura napoletana dell'immediato dopoguerra, costituendo quello che venne chiamato in seguito Gruppo Sud e che ebbe due grandi filoni, uno in direzione dell'ambito letterario-cinematografico capitanato da Raffaele La Capria, Giuseppe Patroni Griffi, Domenico Rea, Francesco Rosi e Anna Maria Ortese e da un secondo di stampo più artistico incentrato sul nuovo linguaggio della pittura e della scultura informale, a loro volta scissi in una maggioranza rivolta all'impegno civile e politico militante e una minoranza concentrata sul puro linguaggio astratto. Questi ultimi costituirono la sezione napoletana dell'importante gruppo artistico del dopoguerra, il Movimento di Arte Concreta. Il MAC fu fondato nel 1948 a Milano da Atanasio Soldati, Gillo Dorfles, Bruno Munari, Gianni Monnet, Ettore Sottsass e Augusto Garau. La branca partenopea ebbe invece tra i suoi fondatori, oltre De Fusco, Renato Barisani, Guido Tatafiore e Antonio Venditti. La vivacità culturale della Napoli del dopoguerra facente da contrappunto alla miseria della ricostruzione postbellica, anticipò di circa un quindicennio il lavoro di Lucio Amelio come medium internazionale dell'arte napoletana. Ad innescare questi processi ebbero merito anche tre galleristi poco noti alle cronache, Arturo e Armando Carola e Renato Bacarelli con la loro galleria Il Centro.
L'intraprendenza culturale lo condusse a spaziare anche presso altri circoli intellettuali della città, non legati esclusivamente all'ambiente propriamente artistico della pittura e della scultura. Si associò al Circolo del Cinema napoletano e successivamente entrò in contatto con la rivista Nord e Sud, fondata dal repubblicano Francesco Compagna, e che vide la partecipazione editoriale di Giuseppe Galasso e Cesare de Seta. Inoltre fu molto attivo, agli inizi della sua carriera, in Italia Nostra.
Dopo la breve ma intensa esperienza meneghina, ritornò a Napoli nel 1955, avviando la propria carriera di architetto e designer occupandosi principalmente di interni e di arredamento. Nonostante le esigue tracce del suo portfolio lavori, si distinse in alcuni interventi, nel corso della sua attività professionale, di alta qualità progettuale. Nel 1956 progettò, insieme a Franco Sbandi, l'insediamento di case popolari in Via San Giacomo dei Capri, a seguito di un concorso vinto. L'anno successivo progettò un edificio per abitazioni in via Domenico Fontana, sempre con Sbandi. Inoltre partecipò alla realizzazione del Rione Canzanella a Soccavo, occupandosi insieme a Giulio De Luca, Giuseppe Bruno, Luigi Mendia e Giuseppe Sambito del settore sud dell'intera lottizzazione urbanistica. Il progetto del Canzanella fu impostato su abitazioni terrazzate digradanti fungente da copertura a quelle successive, la cui soluzione fu studiata proprio da De Fusco. L'attività professionale continuò, con toni più sommessi, con la progettazione di allestimenti d'interni per attività commerciali.

Schema planimetrico del Rione via Rocco Jemma, realizzato da Renato De Fusco con F. Sbandi intorno al 1956

Parallelamente all'attività professionale ed artistica, avviò quella accademica e teorica. Già negli anni della sua formazione universitaria assunse il ruolo di assistente di Giulio De Luca, in seguito deferito dall'incarico, dallo stesso professore, per aver supportato critiche ad un'opera realizzata da De Luca negli anni della speculazione edilizia. Fin dal 1955 collaborò esternamente con l'Istituto di Storia dell'Architettura dell'ateneo federiciano, all'epoca diretto da Roberto Pane, suo mentore. Nel 1959 esordì con la pubblicazione di un saggio molto prezioso per la comprensione dello sviluppo dell'architettura floreale napoletana fino ad allora rimasta inedita. Il valore della pubblicazione venne arricchito, nella successiva ristampa, da un inedito carteggio tra l'autore e il massimo protagonista di quella stagione architettonica, Giulio Ulisse Arata. Successivamente si occupò di una monografia, la prima, su Errico Alvino e a seguire, nell'anno 1962, pubblicò L'idea di architettura. Storia della critica da Viollet-le-Duc a Persico, prima pubblicazione curata sulla storia della critica architettonica. La risonanza che ebbe il testo fu di portata internazionale, tale da ricevere da Reyner Banham una recensione elogiativa sulla qualità del contenuto. Ruotando intorno alla galleria d'arte Il Centro fondò nel 1964 una delle riviste più longeve della cultura napoletana, pur restando indipendente dall'organizzazione amministrativa della galleria, Op.Cit. A partire dal 1967 iniziò ad interessarsi al rapporto tra architettura e semiologia. Dagli Anni Settanta collaborò tantissimo con Editori Laterza e UTET pubblicando i suoi libri più significativi sulla storia dell'architettura occidentale. Il suo approccio alla ricerca storica fu improntato non su ricostruzioni filologiche dei singoli processi, ma su un'articolazione critica del pensiero. Nel 1961 iniziò ufficialmente la sua carriera accademica come libero docente di «Caratteri dell'architettura moderna», alla quale seguì, nel 1972 la nomina a docente ordinario di Storia dell'architettura della Facoltà di Architettura di Napoli e parallelamente insegnò anche Storia del Design presso l'Università degli Studi "Suor Orsola Benincasa". L'esperienza accademica lo condusse a stringere rapporti e amicizie con i più importanti nomi della cultura internazionale, tra i quali ad esempio Kenneth Frampton e Joseph Rykwert nell'ambito della storia dell'architettura e personaggi del calibro di Umberto Eco e Rosario Assunto per quanto riguarda gli studi semiologici.
Nel corso della sua carriera accademica e culturale ricevette numerosi premi e riconoscimenti: nel 1967, la sua rivista Op.Cit. fu premiata con il Premio IN/Arch, nel 2008 ricevette il Compasso d'Oro alla Carriera e nel 2013 fu premiato con il Premio Mannajuolo alla cultura presso la galleria il Blu di Prussia. Dopo il suo pensionamento dall'attività didattica, per i suoi significativi meriti, fu nominato professore emerito di Storia dell'Architettura, tenendo nella sua ultima parte della carriera accademica corsi a crediti liberi sulla critica architettonica e sulla storia dell'architettura e del design dell'ultimo secolo.
Morì a Napoli il 30 aprile 2024 all'età di 94 anni.

## Pubblicazioni principali
- Il floreale a Napoli, Napoli, E.S.I., 1959.
- Errico Alvino, architetto e urbanista napoletano dell'800 (in coll.), Napoli, 1962.
- L'idea di architettura. Storia della critica da Viollet-le-Duc a Persico (I edizione), Milano, Edizioni di Comunità, 1964; (II edizione), Milano, Etas Kompass, 1968, (III edizione) Milano, Franco Angeli, 2003. Trad. spagnola Barcelona, Editorial Gustavo Gili, 1976.
- Architettura come mass medium, note per una semiologia architettonica, Bari, Dedalo libri, 1967. Trad. spagnola Barcelona, Editorial Anagrama; trad. tedesca, Gutersloch, Bertelsmann Fachverlag, 1972.
- Il codice dell'architettura, antologia di trattatisti, Napoli, E. S. I., 1968, II edizione Napoli, Liguori editore.
- Storia e struttura, teoria della storiografia architettonica, Napoli, E. S. I.,  1970. Trad. spagnola Madrid, Alberto Corazón Editor, s.d.
- Segni, storia e progetto dell'architettura, Roma-Bari, Laterza, 1973 (4 edizioni).
- Storia dell'architettura contemporanea, Roma-Bari, Laterza, 1974-2007; (6 edizioni); trad. spagnola Madrid, H. Blume Ediciones.
- La «riduzione» culturale, una linea di politica della cultura, Dedalo libri, Bari 1976; trad. spagnola Madrid, Alberto Corazón Editor.
- L'architettura del Cinquecento, Torino, UTET, 1981.
- L'architettura dell'Ottocento, Torino, UTET, 1980; rist. Milano, Garzanti, 1992. ISBN 88-11-34016-0
- Mille anni d'architettura in Europa, Roma-Bari, Laterza, 1999. ISBN 8842042951
- Storia del design, Roma-Bari, Laterza, 1985.
- Made in Italy. Storia del design italiano, Roma-Bari, Laterza, 2007. ISBN 978-88-420-8255-2
- Storia dell'architettura del XX secolo, Bari, Progedit, 2014. ISBN 9788861942318